# Шоркасы (Ибресинский район)
Шоркасы́ (чув. Шуркасси) — деревня в Ибресинском районе Чувашской Республики. Входит в состав Большеабакасинского сельского поселения.

## География
Находится в центральной части Чувашии на расстоянии приблизительно 6 км на север по прямой от районного центра посёлка Ибреси.

## История
Деревня основана в XIX века, большая часть переселенцев происходила из села Кошлоуши (ныне Вурнарского района). В период коллективизации работал колхоз «Ӑмӑрту». В 1970 году учтено было 312 жителя, в 1989 147. В 2010 отмечено 42 двора.

## Население
Население составляло 121 человек (чуваши 93%) в 2002 году, 127 в 2010.